# .444 Marlin
.444 Marlin (10.9×57mmR) гвинтівковий набій розроблений в 1964 компаніями Marlin Firearms та Remington Arms. Його розробили для заповнення проміжку, який утворився через вилучення старого набою .45-70 для важільних гвинтівок; на час появи набій був найбільшим набоєм для важільних гвинтівок. Набій .444 це подовжений набій .44 Magnum і має значно збільшену швидкість. Його зазвичай використовують у важільних гвинтівках Marlin 444.

## Історія
У середині 1960-х років набій .45-70 майже зник з американського ринку. На той час у виробництві не було великого набою для важільних гвинтівок, тому компанія Marlin вирішила створити новий набій, щоб заповнити цю порожню нішу. По суті вони створили подовжену версію набою .44 Magnum, зробивши його майже на дюйм довшим, щоб надати набою потужності, яка була б схожою до набою .45-70.  Гільза, яку створила компанія Marlin, дуже схожа на обрізану гільзу .303 British з фланцем і розширеним дульцем для використання куль калібру .429.
Спочатку деякі мисливці скаржилися на проблеми при використанні набоїв .444, оскільки часто їх споряджали вручну кулями калібру .429, які були розроблені для швидкостей, які притаманні пістолетам. Компанія Remington заявила в листі та електронною поштою, що їхня куля вагою 240 гран калібру .444, не така сама, як пістолетна куля .44 magnum.
Незважаючи на безліч неправдивих чуток про кулі вагою 240 гран, гвинтівка отримала додаткову популярність через те, що було випущено додаткові кулі які були розроблені для високих швидкостей.
В 1972 році компанія Marlin представила новий набій .45-70 для своєї лінійки важільних гвинтівок, що дозволило розширити пропозиції по великокаліберній зброї. Продажі набою .444 впали через продаж набоїв .45-70, через зацікавленість до ковбойської стрільби. Така швидка дія та потужна зупиняюча сила показали ефективність і корисність мисливських гвинтівок для досвідчених мисливців.

## Продуктивність
Куля набою .444 Marlin вагою 16 г може досягнути швидкості понад 730 м/с при цьому енергія досягає 4160 Дж. За рейтингом SAAMI набій має показник 44000 CUP. Ефективно набій працює при використанні литих свинцевих куль. Литі вручну кулі дозволяють стрільцю обрати міцність та розширення сплаву на високих швидкостях у порівнянні зі звичайними кулями Marlin калібру .44. На ринку є кілька форм для ручного лиття: форма SAEC #433 дозволяє відлити кулю вагою 19 г, а форма Lyman 429640 дозволяє отримати кулю вагою 18 г, ці дві кулі є найпотужнішими кулями для цього калібру. Належну довжину набою отримують завдяки посадці кулі на вірну глибину та при використанні обтискної матриці для щільного обтиску посадженої кулі для запобігання ковзання набою в трубчастому магазині.
Найкращу точність литої кулі в набої .444 Marlin можна отримати при використанні куль діаметром до .432 дюйми, як в старих стволах типу "Micro-Grooved" так і в нових типу "Ballard". Такий діаметр кулі обирають через більший діаметр горловини патронника ніж через діаметр канавок стволу.  Куля яка точно підходить під параметри горловини сильно покращує продуктивність литої кулі цього набою. Ті автори та публікації де зазначено, що не можливо точно стріляти зі зброї .444 Marlin зі стволом Micro-Groove литими кулями, які летять з швидкістю понад 490 м/с помиляються, оскільки такі результати були, в основному, отримані при використанні куль діаметром .429" та .430". Споряджені вручну набої, які мають повну заводську швидкість при використанні литих куль діаметром .432" будуть конкурувати по точності з будь-якими набоями з оболонковими кулями.
Через три роки після появи набою .444 Marlin, компанія Hornady представила нову важчу кулю вагою 17,2 г, 10,9 мм, яку розробили спеціально для нового набою калібру .44. Після цього компанія Hornady також розробила кулю вагою 17,2 г "Light Magnum" яка може досягти швидкості 720 м/с та мати дулову енергію в4260 Дж. Останньою пропозицією від Hornady для цього калібру є новий боєприпас LEVERevolution, який має м'яке полімерне вістря, що дозволяє безпечно заряджати трубчасті магазини. Через зростання балістичного коефіцієнту, компанія Hornady стверджує, що збільшилась швидкість на відстанях понад 180 м, а також зросли швидкість та дулова енергія 601 м/с, 3098 Дж на відстані 180 м, 504 м/с та 2177 Дж проти 470 м/с та 1900 Дж у з'єднаних набоїв.
Інші спеціалізовані компанії, такі як Buffalo Bore, Cor-Bon, Underwood Ammo, таGrizzly Cartridge пропонують набої .444 Marlin з кулями вагою до 21,7 г.

## Порівняння
Набій також часто порівнюють з новішим набоєм .450 Marlin. Хоча набій немає потужності набою .450 Marlin, за балістикою набій .444 Marlin дуже схожий на набій .45-70, майже зниклий .348 Winchester та майже ідентичний до набою .405 Winchester по своєму заряду в 19 г. Куля вагою 17,2 г калібру 10,9 мм має таку саму щільність перетину, що й куля вагою 19 г калібру 11,6 мм і добре підходить для полювання на велику дичину. За М. Л. МакФерсоном (редактором журналу Cartridges of the World), "набій 444 підходить для полювання на будь-яких тварин Північної Америки" і зазначає, що його корисна дальність дії становить 180 м. Зазвичай набій .444 Marlin має більшу вражаючу енергію на відстані в 180 м ніж набій .44 Magnum при пострілі з гвинтівки з довжиною стволу 100  мм.